# Lineus nigrostriatus
Lineus nigrostriatus är en djurart som tillhör fylumet slemmaskar, och som beskrevs av Jirô Iwata 1954. Lineus nigrostriatus ingår i släktet Lineus och familjen Lineidae. Inga underarter finns listade i Catalogue of Life.